# Cléricalisme
Le cléricalisme est un positionnement idéologique qui prône la prédominance des idées religieuses et du clergé dans la vie publique et politique. Le positionnement opposé est l'anticléricalisme.
Le cléricalisme trouve son aboutissement dans différents systèmes politiques : religion d'État, concordat ou théocratie.

## France
En 1877, Léon Gambetta qui veut rompre avec le régime de Mac Mahon du « sabre et du goupillon », déclare dans un discours à la Chambre : « Le cléricalisme, voilà l'ennemi ! ».
Le régime de Vichy (1940-1944) est particulièrement clérical.

## Québec
Le Québec est considéré comme une société profondément cléricale du milieu du XIXe s. à la Révolution tranquille (1960-1970) : l'Église catholique y est présente dans tous les quartiers urbains (paroisses) et tous les villages (dont la grande majorité portent un nom de saint), elle dirige directement les institutions scolaires et les hôpitaux, elle anime des syndicats (ex. : Confédération des travailleurs catholiques du Canada) et diverses organisations éducatives ou militantes populaires comme les scouts ou la Jeunesse ouvrière catholique et la Jeunesse étudiante catholique (à partir des années 1930), et elle est intimement liée au pouvoir politique, notamment durant le régime de Maurice Duplessis (1936-1939 ; 1944-1959). « Qui dit le clergé, dans la province de Québec, dit puissance », écrit Félix Leclerc dans Moi, mes souliers (1955). En 1934, le philosophe français Jacques Maritain, revenant d'un voyage au Québec, avait écrit à Emmanuel Mounier : « Cette fois, j'ai touché l'obscurantisme du doigt. […] Tout le clergé a toutes les places, notamment l'enseignement. » Dans les années 1940, le Québec est couramment appelé avec mépris the priest-ridden province (littéralement « la province saturée de prêtres ») au Canada anglais. C'est dans le courant des années 1960 (Révolution tranquille) que le Québec se décléricalise, notamment avec la création d'un ministère de l'Éducation en 1964. On trouve toutefois les premières semences de la décléricalisation dès les années 1940, notamment par l'orientation moderne inculquée par le père Georges-Henri Lévesque à la Faculté des sciences sociales de l'Université Laval et, dans un tout autre registre, par la publication de Refus global.
Comme la Nouvelle-France (1608-1760) a été fondée en grande partie dans l'esprit de la contre-réforme avec notamment pour but de convertir les Amérindiens, et comme entre autres Montréal a été fondée par deux mystiques (dont Jeanne Mance) animés d'un idéal religieux, on a tendance à juger que le Canada français a continûment été sous la férule de l'Église catholique pendant plus de trois siècles, depuis sa fondation jusqu'à la Révolution tranquille. Or, bien que l'Église fût effectivement présente depuis les origines, le cléricalisme en tant que tel s'est surtout manifesté pendant un peu plus d'une centaine d'années, de 1840 à 1960 environ. Le regain de religiosité des Canadiens français au milieu du XIXe s. s'explique par la défaite des Patriotes (1837-1838), qui consacrait leur domination économique et politique par les Canadiens anglais. Avec l'Acte d'Union (1840), les Britanniques s'employaient explicitement à exterminer le fait français par l'assimilation. L'Église (catholique, donc spécifiquement canadienne française, et par ailleurs nationaliste) est alors apparue comme un refuge et un rempart (voir Clérico-nationalisme), et « les carrières religieuses furent un deuxième domaine [après l'économie primaire, soit agriculture et forêt] où les Canadiens français purent se faire valoir » et notamment accéder à l'instruction.
Les excès du cléricalisme connus dans la première moitié du XXe siècle et dont le Québec a encore le souvenir expliquent en partie l'opiniâtreté d'une grande partie de la population québécoise actuelle en faveur de la laïcité, malgré les accusations de racisme qui en découlent de la part du Canada anglais. Ainsi, « le passé historique de la province, fortement marqué par l'emprise de l'Église catholique, a influencé son modèle d'intégration, ce qui explique que la séparation de l'État et des religions, ainsi que l'égalité entre les femmes et les hommes […] revêtent une importance majeure aux yeux des Québécois ».